# Psammodius kondoi
Psammodius kondoi är en skalbaggsart som beskrevs av Masumoto 1984. Psammodius kondoi ingår i släktet Psammodius och familjen Aphodiidae. Inga underarter finns listade i Catalogue of Life.